# Théorème de Hahn-Banach
En mathématiques, et plus particulièrement en analyse et en géométrie, le théorème de Hahn-Banach, dû aux deux mathématiciens Hans Hahn et Stefan Banach, est  un théorème d'existence de prolongements de  formes linéaires satisfaisant à certaines conditions.
En permettant de prouver abstraitement l'existence de nombreuses fonctions continues, c'est un outil fondamental de l'analyse fonctionnelle.
Par son interprétation géométrique en termes d'hyperplans évitant un convexe fixé, il joue également un rôle primordial dans l'étude de la géométrie des convexes, et au-delà en analyse convexe.

## Forme analytique et forme géométrique
Les énoncés dénommés « théorème de Hahn-Banach » dans la littérature scientifique sont nombreux, différant les uns des autres parfois par de simples détails et parfois de façon significative. Ils se divisent néanmoins nettement en deux classes : certains garantissent de pouvoir prolonger une forme linéaire, sous certaines exigences de majoration (les formes « analytiques » du théorème) ; d'autres assurent qu'on peut séparer deux ensembles convexes par un hyperplan affine (les formes « géométriques » du théorème).
Donnons pour commencer un exemple d'énoncé pour chacune de ces deux catégories.

### Un énoncé de la forme analytique du théorème
Théorème — Soient V un espace vectoriel réel et p une application sous-linéaire de V dans {\displaystyle \mathbb {R} }.
Soient G un sous-espace vectoriel de V et f une forme linéaire sur G qui vérifie en tout point x de G la condition de majoration {\displaystyle f(x)\leq p(x)}.
Alors il existe un prolongement linéaire g de f sur V vérifiant encore la condition {\displaystyle g(x)\leq p(x)} en tout point x de V.

### Un énoncé de la forme géométrique du théorème
Théorème — Dans un espace vectoriel topologique E, soient C un convexe ouvert non vide et L un sous-espace affine, disjoint de C.
Il existe alors un hyperplan affine contenant L, et disjoint de C donc fermé.
La forme analytique du théorème est due à Banach (1932) généralisant un résultat de Hahn qui s'intéresse dès 1920 aux espaces vectoriels normés. Il existe une généralisation du théorème de Hahn-Banach aux espaces vectoriels sur le corps des complexes due à H. Frederic Bohnenblust et Andrew F. Sobczyk (1938). Les difficultés de la généralisation du théorème de Hahn-Banach apparaissent même pour des espaces vectoriels de dimension finie.

### Relations entre les deux énoncés et preuve de la forme «géométrique»
La forme géométrique du théorème — d'où l'on peut ensuite déduire une succession de variantes diverses relatives à la séparation des convexes — est la retranscription de la forme analytique pour le cas particulier où la fonction convexe qui y intervient est la jauge d'un ouvert convexe d'un espace normé. C'est d'ailleurs le cas dans les utilisations les plus simples et fondamentales du théorème en analyse fonctionnelle qu'on peut selon ses goûts lire depuis une version ou l'autre (on en verra un exemple plus bas).
Voyons de plus près comment la forme géométrique se déduit de la forme analytique :
On peut s'étonner que la forme géométrique fasse intervenir une topologie tandis que la forme analytique concerne un espace vectoriel sans structure additionnelle. En fait, il est tout à fait possible d'énoncer une forme géométrique dans un espace vectoriel quelconque : il faudra alors supposer que tout translaté du convexe C contenant l'origine est absorbant, à défaut de pouvoir donner un sens à « ouvert » ; on n'a bien sûr plus le complément sur le caractère fermé de l'hyperplan obtenu. La démonstration est la même.

### La preuve de la forme «analytique»
Deux types d'idées bien distinctes sont à mettre bout à bout pour aboutir à une preuve dans le cadre de généralité où le théorème a été énoncé. Dans un premier temps, quelques calculs assez simples permettent de justifier l'extension de la forme linéaire f dans le cas particulier où G est de codimension 1 dans V. Une fois cette étape franchie, on a déjà le théorème en dimension finie (il suffit de faire grossir pas à pas le sous-espace où on a réussi à étendre f, d'une dimension à chaque pas, et jusqu'à atteindre la dimension de V). En revanche, pour les usages en dimension infinie, il faut adapter cette méthode fort simple et appeler quelques techniques assez standardisées de théorie des ensembles : on peut employer une récurrence transfinie, ou encore recourir au lemme de Zorn.

## Un exemple d'application en analyse fonctionnelle
Le corollaire suivant illustre comment le théorème de Hahn-Banach peut produire très facilement des résultats essentiels d'analyse fonctionnelle.
Corollaire — Soit E un espace vectoriel normé, G un sous-espace vectoriel de E et f une forme linéaire continue sur G. On peut alors prolonger f en une forme linéaire continue sur E, de même norme que f.

## Quelques autres versions du théorème
On trouvera ci-dessous deux variantes de la « forme analytique » qui se déduisent facilement de celle mise en relief. La première fournit une variante du résultat pour les espaces vectoriels complexes ; la seconde précise que sous une bonne hypothèse de symétrie de p, notamment vérifiée quand p est une semi-norme, on peut obtenir une majoration de la valeur absolue (ou du module dans le cas complexe) de la forme linéaire prolongée.
Théorème — Soit V un espace vectoriel sur {\displaystyle \mathbb {C} } et p une fonction convexe définie sur V, qui ne prend pas la valeur {\displaystyle +\infty }.
Soit G un sous-espace vectoriel de V, et f une forme linéaire sur G qui y vérifie en tout point la condition de majoration : {\displaystyle \mathrm {Re} \,f(x)\leq p(x)}.
Il existe alors un prolongement de f en une forme linéaire sur l'espace V tout entier, vérifiant encore la condition : {\displaystyle \mathrm {Re} f(x)\leq p(x)} en tout point de V.
Théorème — Soit V un espace vectoriel sur {\displaystyle \mathbb {R} } ou {\displaystyle \mathbb {C} } et p une fonction convexe définie sur V, qui ne prend pas la valeur {\displaystyle +\infty }.
On suppose en outre que p possède la propriété de symétrie suivante : pour tout scalaire {\displaystyle \theta } avec {\displaystyle |\theta |=1} et tout vecteur x de V, {\displaystyle p(x)=p(\theta x)}.
Soit G un sous-espace vectoriel de V, et f une forme linéaire sur G qui y vérifie en tout point la condition de majoration : {\displaystyle |f(x)|\leq p(x)}.
Il existe alors un prolongement de f en une forme linéaire sur l'espace V tout entier, vérifiant encore la condition : {\displaystyle |f(x)|\leq p(x)} en tout point de V.
On trouvera des variantes de la forme géométrique à l'article Séparation des convexes.

## Le rôle de l'axiome du choix
Comme on l'a vu, dans la théorie axiomatique de Zermelo-Fraenkel, le lemme de Zorn (équivalent à l'axiome du choix) entraîne le théorème de Hahn-Banach. En réalité, le lemme des ultrafiltres, qui y est une proposition plus faible que l'axiome du choix, est suffisant pour y démontrer le théorème de Hahn-Banach. Mais inversement, on sait depuis des travaux de David Pincus de 1972 que le théorème de Hahn-Banach n'est pas suffisant pour y démontrer le lemme des ultrafiltres. Ainsi, le théorème de Hahn-Banach n'est pas équivalent à l'axiome du choix dans ZF. On doit ajouter à cela que ZF n'est pas à lui seul suffisant pour démontrer Hahn-Banach, dont toute preuve doit donc reposer inévitablement sur un axiome additionnel.

### Ensembles non Lebesgue-mesurables
Signalons enfin que, dans ZF, le théorème de Hahn-Banach suffit à démontrer l'existence de sous-ensembles de ℝ non Lebesgue-mesurables.
Pawlikowski a précisé ce résultat de Foreman & Wehrung en montrant que le théorème de Hahn-Banach implique le théorème de Banach-Tarski (qui lui-même fournit l'existence de parties de ℝ non Lebesgue-mesurables).